# Acanthermia atriluna
Acanthermia atriluna är en fjärilsart som beskrevs av Smith 1903. Acanthermia atriluna ingår i släktet Acanthermia och familjen nattflyn. Inga underarter finns listade i Catalogue of Life.